# Opočno, Rychnov nad Kněžnou
Opočno là một thị trấn thuộc huyện Rychnov nad Kněžnou, vùng Královéhradecký, Cộng hòa Séc.